# Heinz Bereuter
Heinz Bereuter (* 16. September 1932 in Bregenz; † 28. August 2023) war ein österreichischer Politiker (ÖVP) und Unternehmer. Er war von 1974 bis 1979 Abgeordneter zum Vorarlberger Landtag. 

## Ausbildung und Beruf
Bereuter besuchte nach der Volksschule Hard die Oberrealschule in Dornbirn und absolvierte eine Lehre als Färber. Er legte die Gesellenprüfung ab und war auch als Drucker und Appreteur tätig. Nachdem er zwischen 1953 und 1956 die Fachhochschule Reutlingen besucht hatte, erwarb er 1956 einen Abschluss als Textilingenieur im Bereich Textil-Chemie. Daneben war er bis 1956 als Assistent an der Fachhochschule Reutlingen tätig. Auf Grund eines unverschuldeten Verkehrsunfalls war Bereuter von 1956 bis 1958 arbeitsunfähig, 1959 gründete er die Firma Heinzelmännchen OHG. Er vergrößerte seine Firma sukzessive zum umsatzstärksten Fachbetrieb für chemische Reinigung in Vorarlberg und gründete auch eine Filiale in Wien. 1978 verkaufte er die Firma, führte jedoch ein Forschungs- und Entwicklungslabor weiter, das seit 1976 mehrere Dutzend Patente anmeldete.

## Politik und Funktionen
Ab 1966 war Bereuter Parteimitglied der Österreichischen Volkspartei sowie des Österreichischen Wirtschaftsbundes, wobei er zwischen 1966 und 1980 die innerparteiliche Funktion des Ortsobmann des Wirtschaftsbundes Hard innehatte. Als Abgeordneter des Wahlbezirkes Bregenzvertrat er die Österreichische Volkspartei vom 13. November 1974 bis zum 5. November 1979 im Landtag. Dabei war er dem zum Landesrat gewählten Abgeordneten Konrad Blank nachgefolgt. Er war als Abgeordneter Mitglied im Finanzausschuss, Mitglied im Rechtsausschuss und Mitglied im Energiepolitischen Ausschuss und während seiner Zeit im Landtag auch Mitglied der Landesparteileitung der ÖVP Vorarlberg. Des Weiteren war er stellvertretender Bezirksobmann des Wirtschaftsbundes Bregenz.
Bereuter war des Weiteren von 1970 bis 1975 Ersatzmitglied der Gemeindevertretung Hard und von 1975 bis 1980 Mitglied der Gemeindevertretung, wobei er dem Wirtschaftsausschuss als Obmann vorstand. 

## Privates
Heinz Bereuters Vater, Josef Bereuter, führte das Gasthaus „Schiff“ in Hard und war Prokurist bei der Firma Gebrüder Wolff OHG. Er stammte wie seine Gattin Ida Bereuter, geborene Moosbrugger, aus Hard. Heinz Bereuter heiratete 1959 Theresia Werderitsch und wurde zwischen 1960 und 1966 Vater einer Tochter und zweier Söhne. 